# Замошье (Осташковский район)
Замошье — деревня в Осташковском районе Тверской области. Административный центр Замошского сельского поселения.

## География
Деревня расположена между озерами Селигер и Сиг. Расстояние до районного центра, города Осташков, 5 км.

## Население
| 1859 | 1889 | 1997 | 2002 | 2010 |
| ---- | ---- | ---- | ---- | ---- |
| 460  | ↗602 | ↘138 | ↘113 | ↘73  |

По данным Всероссийской переписи, в 2010 году численность населения деревни составляла 73 человека (30 мужчин и 43 женщины).

## Улицы
Уличная сеть деревни состоит из 2 улиц.